# Lidia Cereda
Lidia Cereda (Vimercate, 13 novembre 1992) è una calciatrice italiana, di ruolo difensore.

## Palmarès
- Campionato italiano di Serie B: 1

Como 2000: 2015-2016